# Донцове
Донцове (колишні назви — Шкарлупки, Комсомольське) — село в Україні, у Нижньосірогозькій селищній громаді Генічеського району Херсонської області. Населення становить 379 осіб.
Село тимчасово окуповане російськими військами 24 лютого 2022 року.
Пробивний колодязь. ТОВ "Батьківщина-555"  Мати-героїня: Тарасюк В.В.

## Історія
18 листопада 2008 року колишньому селищу надано статус села.
До 2016 року село носило назву Комсомольське. Назване на честь Дмитра Донцова.
12 червня 2020 року, відповідно до розпорядження Кабінету Міністрів України № 726-р «Про визначення адміністративних центрів та затвердження територій територіальних громад Херсонської області», увійшло до складу Нижньосірогозької селищної громади.
19 липня 2020 року, в результаті адміністративно-територіальної реформи та ліквідації  Нижньосірогозького району увійшло до складу Генічеського району.
24 лютого 2022 року село тимчасово окуповане російськими військами під час російсько-української війни.

## Населення
Згідно з переписом УРСР 1989 року чисельність наявного населення селища становила 317 осіб, з яких 161 чоловік та 156 жінок.
За переписом населення України 2001 року в селищі мешкало 377 осіб.

### Мова
Розподіл населення за рідною мовою за даними перепису 2001 року:
| Мова       | Відсоток |
| ---------- | -------- |
| українська | 94,46 %  |
| російська  | 5,28 %   |
| білоруська | 0,26 %   |